# Allobates
Sous-famille
Genre
Allobates est un genre d'amphibiens de la famille des Aromobatidae, le seul de la sous-famille des Allobatinae.

## Répartition
Les 51 espèces de ce genre se rencontrent dans les forêts de basse altitude du Guyana, du Suriname, de la Guyane, de la Colombie, de l'Équateur, du Pérou, de Bolivie et du Brésil.

## Liste des espèces
Selon Amphibian Species of the World (22 mars 2016) :
- Allobates alessandroi (Grant & Rodriguez, 2001)
- Allobates algorei Barrio-Amorós & Santos, 2009
- Allobates amissibilis Kok, Hölting & Ernst, 2013
- Allobates bacurau Simões, 2016
- Allobates bromelicola (Test, 1956)
- Allobates brunneus (Cope, 1887)
- Allobates caeruleodactylus (Lima & Caldwell, 2001)
- Allobates caribe (Barrio-Amorós, Rivas-Fuenmayor & Kaiser, 2006)
- Allobates cepedai (Morales, 2002)
- Allobates chalcopis (Kaiser, Coloma & Gray, 1994)
- Allobates conspicuus (Morales, 2002)
- Allobates crombiei (Morales, 2002)
- Allobates femoralis (Boulenger, 1884)
- Allobates flaviventris Melo-Sampaio, Souza & Peloso, 2013
- Allobates fratisenescus (Morales, 2002)
- Allobates fuscellus (Morales, 2002)
- Allobates gasconi (Morales, 2002)
- Allobates goianus (Bokermann, 1975)
- Allobates granti (Kok, MacCulloch, Gaucher, Poelman, Bourne, Lathrop & Lenglet, 2006)
- Allobates grillisimilis Simões, Sturaro, Peloso & Lima, 2013
- Allobates hodli Simões, Lima & Farias, 2010
- Allobates humilis (Rivero, 1980)
- Allobates ignotus Anganoy-Criollo, 2012
- Allobates insperatus (Morales, 2002)
- Allobates juanii (Morales, 1994)
- Allobates kingsburyi (Boulenger, 1918)
- Allobates magnussoni Lima, Simões & Kaefer, 2014
- Allobates mandelorum (Schmidt, 1932)
- Allobates marchesianus (Melin, 1941)
- Allobates masniger (Morales, 2002)
- Allobates mcdiarmidi (Reynolds & Foster, 1992)
- Allobates melanolaemus (Grant & Rodriguez, 2001)
- Allobates myersi (Pyburn, 1981)
- Allobates nidicola (Caldwell & Lima, 2003)
- Allobates niputidea Grant, Acosta-Galvis & Rada, 2007
- Allobates olfersioides (Lutz, 1925)
- Allobates ornatus (Morales, 2002)
- Allobates paleovarzensis Lima, Caldwell, Biavati & Montanarin, 2010
- Allobates picachos (Ardila-Robayo, Acosta-Galvis & Coloma, 2000)
- Allobates pittieri (La Marca, Manzanilla & Mijares-Urrutia, 2004)
- Allobates ranoides (Boulenger, 1918)
- Allobates sanmartini (Rivero, Langone & Prigioni, 1986)
- Allobates subfolionidificans (Lima, Sanchez & Souza, 2007)
- Allobates sumtuosus (Morales, 2002)
- Allobates talamancae (Cope, 1875)
- Allobates tapajos Lima, Simões & Kaefer, 2015
- Allobates trilineatus (Boulenger, 1884)
- Allobates undulatus (Myers & Donnelly, 2001)
- Allobates vanzolinius (Morales, 2002)
- Allobates wayuu (Acosta-Galvis, Cuentas & Coloma, 1999)
- Allobates zaparo (Silverstone, 1976)

## Publications originales
- Zimmermann & Zimmermann, 1988 : Ethno-Taxonomie und zoogeographische Artengruppenbildung bei Pfeilgiftfröschen (Anura: Dendrobatidae). Salamandra, vol. 24, p. 125–160.
- Grant, Frost, Caldwell, Gagliardo, Haddad, Kok, Means, Noonan, Schargel & Wheeler, 2006 : Phylogenetic systematics of dart-poison frogs and their relatives (Amphibia: Athesphatanura: Dendrobatidae). Bulletin of the American Museum of Natural History, no 299, p. 1-262 (texte intégral).